# Izaro
Izaro es un nombre propio femenino de origen vasco.  Proviene de la Isla de Izaro, en Bermeo (Vizcaya).